# Dischidia micrantha
Dischidia micrantha là một loài thực vật có hoa trong họ La bố ma. Loài này được Becc. mô tả khoa học đầu tiên năm 1886.